# Christophe Girard
Christophe Girard (Saumur, 9 de febrero de 1956) es un directivo empresarial y político francés. Dirigió la casa Yves Saint Laurent y el grupo LVMH, y participó en la fundación de la revista Têtu. 
De 2001 a 2020 ha tenido una amplia carrera política. Miembro primero de los Verdes y después del Partido socialista, fue consejero de París desde 2001, ocupando en varias ocasiones el puesto de adjunto al alcalde, consejero regional de Isla de Francia de 2010 a 2015 y alcalde del distrito IV de París de 2012 a 2017. 
Dimitió de su puesto de adjunto responsable de cultura en julio de 2020 tras ser acusado de condescendencia apoyando a Gabriel Matzneff, escritor acusado de pedofilia, quien asumía en sus propios libros estos actos. El 18 de agosto de 2020 se anunció que el propio Girard se enfrenta a una investigación de la fiscalía de París por supuesta violación tras la denuncia de un hombre inicialmente en el periódico New York Times que aseguró haber sido violado en varias ocasiones cuando era menor.

## Biografía
Pasó su infancia en Saumur y Angers (liceo David de Angers) en Maine-et-Loire. A partir de la lectura de Confession d'un masque de Yukio Mishima descubre la literatura japonesa y decide de estudiar el japonés en el INALCO. 

### Trayectoria profesional
Como consecuencia de su encuentro con Pierre Bergé e Yves Saint Laurent en Tokio en 1976, se incorporó a la casa Yves Saint Laurent en 1978 como secretario general. Ascendiendo hasta llegar a director general adjunto en 1997.
En 1999, asume el grupo LVMH como director de estrategia de la moda. En 2016, abandona sus funciones en el seno del grupo.[cita requerida].
Fue cofundador de la revista Têtu con Pierre Bergé, Didier Lestrade y Thomas Doustaly. Fue igualmente secretario general de la organización Sidaction durante su creación en la lucha contra el sida junto a Line Renaud y Pierre Bergé.

### Trayectoria política
En 1998, se incorporó al partido de Los Verdes. Se presentó en 1999 en la lista de Daniel Cohn-Bendit a las elecciones europeas. En 2001, como candidato de Los Verdes en el Distrito IV de París con la elección de Bertrand Delanoë, es elegido adjunto a la alcaldía de París responsable de cultura. Se mantiene en su puesto en LVMH.
En el Ayuntamiento de París Christophe Girard inicia las Noches en blanco así como otros proyectos culturales de envergadura anunciados al principio del mandato de Bertrand Delanoë (el Cien Cuatro, Gaîté-Lírico, cine Le Louxor, la Casa de las Métallos, las Casas de las prácticas artísticas amateures (MPAA).). 
En septiembre de 2005, rompe con Los Verdes de París como consecuencia del voto de cinco enmiendas del grupo ecologista con el apoyo de Unión por un Movimiento Popular. Dos meses más tarde se adhiere al Partido socialista, en noviembre de 2005.
El 29 de agosto de 2006, se incorpora al consejo político de Ségolène Royal para la presidencial de 2007.
El 21 de marzo de 2010 es elegido concejal regional de Isla de Francia en la lista del Partido Socialista diverso de izquierdas que logra el 68 % de las voces.
En 2011, se sitúa en séptima posición en la clasificación de las cincuenta personalidades del mundo del arte, según L'Œil.
En mayo de 2012, Dominique Bertinotti es nombrada secretaria de Estado de la Familia en el ejecutivo II de Jean-Marc Ayrault. Dimite poco después de sus funciones de alcaldesa del Distrito IV de París y Christophe Girard fue elegido para sucederle el 2 de julio de 2012. Dado que Bertrand Delanoë se posiciona en contra de la acumulación de cargos Christophe Girard debe renunciar a su plaza de adjunto al alcalde responsable de Cultura. En el marco de las elecciones municipales de 2014 a París, se celebran elecciones primarias en el Partido Socialista en el Distrito IV. Madeleine Houbart pierde y denuncia el resultado frente a la justicia mientras Girard es investido oficialmente. Su denuncia es rechazada y Christophe Girard es reelegido alcalde en la segunda vuelta de las elecciones municipales, frente a la lista de UMP-UDI-Módem liderada por Vincent Roger.
En tándem con Martine Martinel, está a cargo del proyecto Cultura en la campaña de Vincent Peillon para las primarias ciudadanas de 2017.
El 11 de octubre de 2017, es nombrado adjunto a los recursos humanos, al diálogo social y a la calidad de los servicios públicos y anuncia su dimisión de su plaza de alcalde de la circunscripción redondeo. El 17 de septiembre de 2018, sucede a Bruno Julliard y asume la cartera de cultura. Vuelve a asumir la cartera el 3 de julio de 2020, después de haber sido elegido consejero de París en el Distrito XVIII el 28 de junio.
El 23 de julio de 2020 presenta su dimisión tras las protestas de electas ecologistas y de militantes feministas por el apoyo, sobre todo financiero, al escritor Gabriel Matzneff, investigado bajo la acusación de violación de menores. Al día siguiente durante la reunión del Consejo de París del 24 de julio de 2020, mientras el prefecto de policía Didier Lallement rinde homenaje Girad y éste es aplaudido, la concejala Alice Coffin grita en plena sesión: «¡Vergüenza! ¡Vergüenza! ¡Vergüenza!» (La honte!, la honte! a honte!). La alcaldesa Hidalgo considera que Coffin ha traspasado los límites después de liderar una protesta acusando al Ayuntamiento de París de ser «Pédoland».
El 16 de agosto de 2019 un hombre acusa a Christophe Girard de haberle forzado a tener relaciones sexuales "una veintena de veces" cuando era menor. El New York Times publica la información, Girard niega la acusación. La fiscalía de París anunció el 18 de agosto la apertura de una investigación sobre el caso.

## Vida privada
En junio de 2013, se casa con el cineasta Olivier Meyrou. Los testigos fueron Bertrand Delanoë y Mazarine Pingeot. La boda es oficiada por Anne Hidalgo en el Ayuntamiento del Distrito IV de París. Es padre de tres hijos.[cita requerida].

## Distinciones
- Mayo 1995 : Caballero de la orden nacional del Mérito (por el ministro de Sanidad)
- Febrero 2002 : Caballero de la orden nacional de la Legión de Honor (por el Primer ministro)
- Enero 2013 : Oficial (por el Primer ministro)[22]
- Enero 2003 : Oficial en la orden de las Artes y de las Cartas (por el ministro de la Cultura)

## Posiciones

### Homosexualidad
Christophe Girard reconoce públicamente su homosexualidad y milita activamente en favor de la familia homoparental.
En su libro Padre como los demás, publicado en 2006, escribe sobre la página de guarda : 

Je suis père et homosexuel, j'ai écrit ce livre pour que ces deux mots aillent ensemble.

Soy padre y homosexual y he escrito este libro para que estas dos palabras vayan juntas.

Je suis père et homosexuel, j'ai écrit ce livre pour que ces deux mots aillent ensemble.

En 2012 y 2013, apoya activamente la ley de matrimonio para las parejas del mismo sexo. Organiza varios debates en el ayuntamiento del Distrito IV de París con presencia entre otras de Christine Boutin, Caroline Fourest, Irène Théry o Mgr Jacquin, rector de la catedral Notre-Dame de París. La tarde de la adopción del texto de ley a la Asamblea nacional, el 23 de abril de 2013, organiza una fiesta con la actuación de en presencia de Patrice Chéreau, de la violonchelista Sonia Wieder-Atherton que interpretará cantos yiddishs para celebrar esta victoria.

### Otros posicionamientos
El 26 de diciembre de 2005, firma, con la primera adjunta al alcalde de París, Anne Hidalgo, un posicionamiento publicado en el periódico Le Monde. Defienden una posición común al nombre de la diversidad cultural que estaría amenazada por la «licencia global».
En abril de 2008, durante el boicot de las tiendas Carrefour y del grupo LVMH en China, se opuso al nombramiento del Dalai Lama para el título de ciudadano de honor de la ciudad de París por Bertrand Delanoë, haciendo causa común con las Comunistas y el MRC. En esta ocasión, declara: El Dalai Lama es a mis ojos, como Benedicto XVI particularmente reaccionario. 

Le dalaï-lama est à mes yeux, comme Benoît XVI, particulièrement réactionnaire.

Le Canard enchaîné recuerda que en junio de 2006, el Consejo de París debatió honrar la memoria de Juan Pablo II añadiendo su nombre a la explanada de Notre-Dame. Christophe Girard intervino a favor del nombramiento que consideraba legítimo y equilibrado. Los intereses estratégicos del grupo LVMH en China podrían haber sido el motivo principal de estas declaraciones contradictorias.
El 25 de abril de 2011, en una tribuna publicada en Liberación, se pronuncia sobre el descenso a 16 años de la edad legal para votar con el fin de "incorporar a la juventud en el corazón de las preocupaciones de nuestra sociedad". 

remettre la jeunesse au cœur des préoccupations de notre société.

El 19 de septiembre de 2011, en una tribuna publicada en ''Liberación'' y titulada « Tres ejes para una República cultural », se pronuncia para la creación de un ministerio de la Cultura, de la Comunicación y de lo Digital, la puesta en marcha de un plan nacional de educación artística y la inscripción del arte al corazón del espacio público. En enero de 2012, publicando El pequeño libro rojo de la cultura – Proposiciones para una República cultural, retoma estas tres proposiciones para «una política cultural audaz y reformadora». En septiembre de 2012, se pronuncia a favor de un «ingreso social garantizado», una renta básica universal, con la intención de llevar la propuesta al congreso del Partido socialista en octubre de la mismo año.

## Controversias

#### Conflicto de intereses con LVMH
En 2010, el Museo Carnavalet, que depende del Ayto. de París, organiza una exposición « 

en torno a los icónicos baúles y equipaje que escenifica toda la epopeya de la casa Louis Vuitton

 » : ciertos medios de comunicación como Le Canard enchaîné ven la mano del que era entonces director estratégico de la misma empresa  y adjunto a la cultura en el Ayuntamiento de París.

#### Henri Dutilleux
En marzo de 2015 se produce una polémica en lo relativo a la inauguración de una placa conmemorativa sobre la finca urbana donde vivía el compositor Henri Dutilleux en el Distrito IV  de París. Christophe Girard y su adjunta Karen Taieb revelan la nota del Comité de historia de la Ciudad de París presidido por Danielle Tartakowsky que indican «colaboración con el régimen de Vichy» que harían de la instalación de la placa algo no apropiado no aludiendo a la composición de la música en una película para exaltar a los deportistas, encargada por el régimen de Vichy.
La decisión genera una considerable reacción en medios de comunicación y medios musicales en los que muy al contrario Dutilleux es conocido por su humanismo y su compromiso con la Resistencia Francesa. Los historiadores y especialistas recuerdan la pertenencia de Dutilleux al Frente nacional de los músicos y culpan la «ignorancia bastante cómica» del alcalde del Distrito IV. El pianista Philippe Cassard juzga estos ataques contra el compositor "innobles". No escapa a la condena de miembros de la izquierda francesa como Jack Lang quien se declara se dice «aturdido por esta mezcla de incompetencia y debilidad»

#### Caso Matzneff
Christophe Girard se relacionó con el escritor pedófilo Gabriel Matzneff en la década de 1980. Es habitualmente mencionado en sus obras y le dedica La Prunelle de mes yeux (1993) (La niña de mis ojos), consagrado a Vanessa Springora. Christophe Girard ha recibido, en el servicio de prensa y firmados, todos los libros publicados por el escritor desde los años 80, pero indica que no los ha leído, a excepción de La Prunelle de mes yeux «parcialmente». 
Durante la campaña de las elecciones municipales de 2020 fue cuestionado, en particular en un artículo de The New York Times, por hacerse cargo, cuando era responsable de la Fundación Pierre Bergé - Yves Saint Laurent, de gastos del hotel donde se instaló Gabriel Matzneff con Vanessa Springora, lo que el escritor registra en La Prunelle de mes yeux y confirma posteriormente al New York Times. Christophe Girard minimiza su papel en este tema y asegura haber descubierto, con Le Consentement de Vanessa Springora, que Gabriel Matzneff tuvo relaciones sexuales con ella, que entonces era menor de 15 ans, en este hotel, y estaba tratando de escapar de la Brigada protección de menores según palabras de Vanessa Springora. Asegura que su fundación lo apoyó, por instrucción de Pierre Bergé, no «porque fuera pedófilo, sino porque era un escritor en dificultades».  
Vincent Monadé, director del Centro Nacional del Libro (CNL), afirma que Christophe Girard concedió una asignación anual vitalicia a Gabriel Matzneff como diputado de Cultura del Ayuntamiento de París, lo que Christophe Girard niega.
Christophe Girard presenta a Gabriel Matzneff como una «relación amistosa» con quién «debe haber cenado con él tres o cuatro veces en treinta años», sin ser «uno de sus mejores amigos» como señala Gabriel Matzneff; también pide «separar la obra del autor». El 27 de julio de 2020, Mediapart publicó un artículo en el que se revelaba que Christophe Girard había cenado varias veces con Gabriel Matzneff, a expensas del Ayuntamiento de París a través de cuentas de gastos de comidas, la última de estas comidas data de febrero de 2019.
El 4 de marzo de 2020, Christophe Girard es escuchado en los locales de la Oficina central para la represión de las violencias a las personas (OCRVP) en Nanterre, como testigo en el marco de la investigación abierta por « violaciones cometida a menores» de menos de 15 años en contra de Gabriel Matzneff.
En julio de 2020, el grupo ambientalista del Ayuntamiento de París pidió a Anne Hidalgo que lo suspendiera de su función de asistente de la cultura a la que acababa de acceder tras las elecciones municipales de París. Christophe Girard dimitió de su cargo el 23 de julio de 2020, poco después de la primera reunión del nuevo consejo de París que dio lugar a una manifestación feminista exigiendo su salida, declarando que estaba «sin ganas de pudrir [su] vida más y [de] molestarse en justificarse constantemente por algo que no existe». El grupo PS lamentó la dimisión; la alcaldesa Anne Hidalgo subraya que «él ha sido escuchado como testimonio pero no está implicado en ninguna demanda». Durante el consejo de París, el prefecto Didier Lallement le envió un «saludo republicano» que fue seguido de una ovación en pie de los concejales provocando el malestar de la concejala ecologista y feminista Alice Coffin, movilizada por la dimisión de Christophe Girard. Anne Hidalgo denuncia una «histeria militante».
En un correo electrónico a BFM TV, Gabriel Matzneff manifestó estar «indignado, devastado por esta desgracia» que Christophe Girard estaba sufriendo, según él «por el solo hecho de [su] amistad». Y describe a Alice Coffin y a Raphaëlle Rémy-Leleu como los «innobles Marat y Fouquier-Tinville».

#### Acusaciones de abusos sexuales
En agosto de 2020, Aniss Hmaïd acusa a Christophe Girard de haberlo agredido sexualmente cuando tenía 16 años. Christophe Girard desmiente las declaraciones de este hombre y pretende iniciar un proceso por denuncias calumniosas. La fiscalía abre una investigación preliminar.

## Publicaciones
- 2006 : La Défaillance de las pudeurs, ediciones del Umbral.[51]
- 2006 : Padre como los demás, Hachette Literaturas
- 2012 : El Pequeño Libro rojo de la cultura, ediciones Flammarion
- 2015 : Perder la paz : Keynes, París, 1919, Hélice Gritaste editor